# Wang Peng
Wang Peng (王鹏S, Wáng PéngP; Dalian, 16 giugno 1978) è un ex calciatore cinese, di ruolo attaccante.

## Palmarès

### Club

#### Competizioni nazionali
- Campionato cinese: 6

Dalian Shide: 1996, 1997, 1998, 2000, 2001, 2002
- Coppa della Cina: 2

Dalian Shide: 2001, 2005
- Supercoppa di Cina: 3

Dalian Shide: 1996, 2000, 2002